# Весенний призыв (фильм)
«Весенний призыв» — советский военно-патриотический фильм 1976 года о службе в Советской армии.
Премьера в кинотеатрах — 21 февраля 1977 года.

## Сюжет
В воинскую часть прибывает пополнение. Основу сюжета составляет противостояние заместителя командира взвода сержанта Карпенко и «трудного» призывника Полухина.
В воинскую часть прибывает группа новобранцев. Сержанту Карпенко приходится перенести отпуск для того, чтобы подготовить их к принятию присяги. Среди новобранцев выделяются двое: жёсткий и хитрый Конов и насмешливый Алик Полухин. 
Конов преследует юного рядового Волынца, заставляет его покупать ему вино. Карпенко защищает Волынца.
Насмешливость Полухина выводит сержанта из себя. К Полухину приезжает его бывшая жена Ирина. От неё сержант узнаёт, что Алика исключили из института из-за нежелания раскаяться за совершённый проступок. Карпенко находит подход к Алику и способствует его примирению с Ириной. 
Через три недели Карпенко отбывает в отпуск. Его провожает большинство новобранцев, с которыми сержант успел подружиться.

## В ролях
| Актёр               | Роль                            |
| ------------------- | ------------------------------- |
| Анна Каменкова      | Ирина Петровна                  |
| Александр Фатюшин   | замкомвзвода сержант Карпенко   |
| Игорь Костолевский  | рядовой Алик Полухин            |
| Александр Постников | рядовой Волынец                 |
| Виктор Проскурин    | рядовой Конов                   |
| Борис Морозов       | старший лейтенант Командир роты |

### В эпизодах
| Актёр             | Роль                 |
| ----------------- | -------------------- |
| Михаил Бычков     | рядовой Бордуков     |
| Ф. Деркач         | рядовой Щепа         |
| А. Рахмонов       | рядовой              |
| Николай Алексеев  | майор                |
| Вадим Кондратьев  | капитан              |
| Юрий Лихачёв      | подполковник-ветеран |
| Виктор Мамаев     | сержант Удальцов     |
| Виктор Мизин      | земляк Карпенко      |
| Татьяна Мчедлидзе | жена командира роты  |

### Нет в титрах
| Актёр            | Роль                   |
| ---------------- | ---------------------- |
| Леонид Ярмольник | бородач на «Запорожце» |
| Наталья Захарова | девушка в «Запорожце»  |

## Съёмочная группа
- Автор сценария — Александр Миндадзе
- Постановка — Павла Любимова
- Оператор-постановщик — Пётр Катаев
- Художник-постановщик — Семён Веледницкий
- Композитор — Владимир Шаинский
- Звукооператор — Глеб Кравецкий
- Режиссёр — З. Гензер

Ассистенты: В. Рубинова, А. Гобашиев
- Монтаж — Т. Ридель
- Редактор — С. Рубинштейн
- Грим — В. Купершмидт
- Костюмы Л. Коняхиной
- Главный консультант — Герой Советского Союза, полковник Виктор Шашков
- Оператор — М. Царькова
- Комбинированные съёмки — К. Алексеева
- Ассистенты:

оператора — В. Головин
художника — О. Крамаренко
- Государственный симфонический оркестр кинематографии СССР

Дирижёр — Владимир Васильев
- Директор картины — Таги Алиев

## Технические данные
- Фильм снят на плёнке Шосткинского химкобината «Свема».

## Награды
- Премия за лучшее исполнение мужской роли (А. Фатюшин), приз Краснознамённого Прибалтийского военного округа за лучшее раскрытие военной темы в кино ВКФ-77 в Риге.
- Серебряные медали имени А. Довженко (1977) — сценарист А. Миндадзе, режиссёр П. Любимов, актёр А. Фатюшин.

## Отзывы
Скучноватое название дали этой картине её создатели. А ведь говорят они о вопросах, далеко выходящих за пределы привычных тематических рубрик, трактуют проблемы, волнующие каждого. Звучит в фильме шутливая песенка из мультипликации «Катерок» о чудесном острове, на котором весело живётся. Герои фильма «Весенний призыв» тоже оказываются на необыкновенном острове — «острове» военной службы. Ещё вчера была вольная домашняя жизнь, можно было выспаться всласть, поспорить с родителями и друзьями, погулять с любимой девушкой. И вот в один прекрасный день (многим он совсем не кажется таким уж прекрасным) всё меняется. И дело не только в том, что нужно остричь такие модные кудри, забыть о множестве приятных занятий, научиться чётко выполнять приказы старших по званию, но и в том, чтобы стать незаменимой и полезной частицей нового коллектива, частицей строгого мужского товарищества.

Разные люди оказываются в подчинении у старшего сержанта. Найти ключ к характеру каждого, облегчить первые дни службы в армии, одних строгостью и дисциплиной, других поощрением, третьих собственным примером приобщить к общему делу — такова задача сержанта. Поединок между сержантом и рядовым Полухиным составляет основную линию рассказа. Выстоять, отказаться от помощи, ни в коем случае не показать своих человеческих слабостей — такова программа Полухина. Не сломать, не подчинить, а освободить молодого человека от обид, недоверия, скептицизма, словом, не столько воспитание солдата, сколько человека — таково стремление сержанта. Героям предстоит разглядеть человеческое основание характера другого, за сегодняшним положением, занимаемым человеком, увидеть существо личности, душевный склад, внутренне принять право другого на особую судьбу. Полухину предстоит многое пережить, прежде чем он поймёт правоту сержанта, увидит в нём не только хорошего командира, но и достойного уважения человека.

На этом пути перегорят обиды, мелкими покажутся вчерашние подвиги. Признанием прозвучат слова Полухина: «Педагог из вас хороший». Нет, на этом острове жить совсем не так легко и просто, но это маленький островок на великом материке подлинного человеческого братства, взаимопонимания и человечности.— Ирина Шилова «Спутник кинозрителя», февраль 1977 года

На Всесоюзном кинофестивале, проходившем в 1977 году в Риге, актёр Александр Фатюшин, который исполнил роль сержанта Карпенко, как раз занимающегося новобранцами в «учебке», даже получил премию — и надо сказать, вполне заслуженно, потому что его персонаж действительно убедителен и житейски неоднозначен. 
Однако фильм, хоть и пройдя жесточайшую военную цензуру и будучи на удивление сдержанно принят генералитетом, потом подвергся откровенному бойкоту и оскорбительному поношению непосредственно в войсках. Не облачённые высокими званиями «труженики армии» не захотели узнать себя в выведенных на экране типах, для которых поступающий в воинскую часть молодой контингент призывников — лишь некий податливый материал, обычная глина. Лепи, что хочешь!

И замкомвзвода Карпенко, сам в недавнем прошлом — такой же наголо бритый и безусый новобранец, получив власть распоряжаться не только внешним видом солдат, их дневным и ночным расписанием, но и судьбами десятков людей, поступает уже в согласии с каким-то неписаным законом «начальственной дедовщины». Пока не сталкивается с заранее презираемым им «московским интеллигентом», одним из тех, кто прибыл в этот самый весенний призыв. Именно в общении с ним провинциальный парень, который стал королём и богом для молодых ребят, попавших на полгода в «учебку», постигает необходимые нравственные уроки, а в итоге оказывается способным на понимание другого — непохожего — человека.— Сергей Кудрявцев «3500 кинорецензий», 1997